# Italia en el Festival de la Canción de Eurovisión 2019
Italia participó en el LXIV Festival de la Canción de Eurovisión, celebrado en Tel Aviv, Israel del 14 al 18 de mayo del 2019, tras la victoria de Netta Barzilai con la canción "Toy". Italia decidió mantener el sistema de elección de los últimos años, con el cual la RAI invita al ganador del prestigioso Festival de San Remo a representar al país dentro del festival de Eurovisión. El festival celebrado del 5 al 9 de febrero de 2019, dio como ganador a Mahmood, y la canción trap con sonidos árabes "Soldi", compuesta por el mismo Mahmood, Dardust y Charlie Charles. Mahmood fue confirmado poco después de la realización de la final de San Remo como el participante italiano en Eurovisión.
A pesar de dar la sorpresa ganando el festival de San Remo, Mahmood logró colocar a Italia dentro de los favoritos en las casas de apuestas junto a Suiza y Países Bajos. Al pertenecer al Big Five, se clasificó automáticamente a la final, finalizando en 2° lugar con 472 puntos, tras obtener el 4° lugar del jurado con 219 puntos y el 3° por parte del público con 253 puntos.

## Historia de Italia en el Festival
Italia es uno de los países fundadores del festival, debutando en 1956. Desde entonces el país ha concursado en 44 ocasiones, siendo uno de los países más exitosos del concurso, posicionándose hasta 32 veces dentro de los mejores 10 de la competencia. Italia ha logrado vencer en dos ocasiones el festival: la primera, en 1964, con Gigliola Cinquetti y la canción "Non ho l'età". La segunda vez sucedió en 1990, gracias a la canción "Insieme: 1992" de Toto Cutugno. Recientemente, el país se ausentó durante un gran periodo de tiempo del festival, desde 1998, hasta 2011, sin embargo, desde su regreso se ha convertido en uno de los países con los mejores resultados en los últimos años, posicionándose en 6 ocasiones dentro del Top 10 en las últimas 8 ediciones.
En 2018, los ganadores de San Remo, Ermal Meta y Fabrizio Moro, terminaron en 5° posición con 308 puntos en la gran final, con el tema "Non mi avete fatto niente".

## Representante para Eurovisión

### Festival de San Remo 2019
El Festival de San Remo de 2019, fue la 69° edición del prestigioso festival italiano. Italia confirmó su participación en el Festival de Eurovisión 2019 el 5 de octubre de 2018. Italia confirmó el mismo método utilizado en los años previos, con el cual la RAI invita al ganador de la sección Campioni del Festival de San Remo a participar también en el Festival de Eurovisión. En el caso de una negativa (como la ocurrida el 2016), la RAI podrá invitar a otro artista. La competencia tuvo lugar del 5 al 9 de febrero de 2019, con la participación de 24 intérpretes.
La final del festival, tuvo lugar el 9 de febrero, con la realización de 2 rondas. En la primera, los 24 finalistas interpretaron sus canciones, siendo sometidos a votación, compuesta por un panel de un jurado experto (20%), la votación de la sala de prensa (30%) y la votación del público (50%). 3 artistas fueron seleccionados para la segunda ronda: Il Volo, Mahmood y Ultimo. En la segunda ronda, los 3 cantantes se sometieron a una votación a partes iguales entre el jurado experto y el público, siendo declarado ganador, por sorpresa, Mahmood con la canción "Soldi", tras obtener una media de 38.90% de los votos. Esa misma noche, Mahmood aceptó la invitación de la RAI, con lo cual se convirtió en el 45° representante italiano en el festival eurovisivo.
| N.º | Artista | Canción              | Jurado | Televoto | Lugar | Media  |
| --- | ------- | -------------------- | ------ | -------- | ----- | ------ |
| 1   | Ultimo  | «I tuoi particolari» | 24.70% | 48.80%   | 2     | 35.60% |
| 2   | Il Volo | «Musica che resta»   | 11.60% | 30.26%   | 3     | 25.50% |
| 3   | Mahmood | «Soldi»              | 63.70% | 20.95%   | 1     | 38.90% |

## En Eurovisión
Italia, al ser uno de los países pertenecientes al Big Five, se clasificó automáticamente a la final del 18 de mayo, junto a la anfitriona Israel, y el resto del Big Five: Alemania, España, Francia y el Reino Unido. El sorteo realizado el 28 de enero de 2019, determinó que el país, tendría que transmitir y votar en la segunda semifinal.
Los comentarios para Italia corrieron por parte de Ema Stokholma junto a Federico Russo en las semifinales tanto en radio como en televisión, mientras que Federico Russo y Flavio Insinna transmitieron la gran final para televisión y Ema Stokholma junto a Gino Castaldo en radio. La portavoz de la votación del jurado profesional italiano fue la misma comentadora Ema Stokholma.

### Final
Italia tomó parte de los primeros ensayos los días 10 y 12 de mayo, así como de los ensayos generales con vestuario de la segunda semifinal los días 15 y 16 de mayo y de la final los días 17 y 18 de mayo. El ensayo general de la tarde del 17 fue tomado en cuenta por los jurados profesionales para emitir sus votos, que representan el 50% de los puntos. Después de los ensayos del 12 de mayo, un sorteo determinó en que mitad de la final participarían los países del Big Five. Italia fue sorteado en la segunda mitad (posiciones 14-26). Una vez conocidos todos los finalistas, los productores del show decidieron el orden de actuación de todos los finalistas, respetando lo determinado por el sorteo. Se decidió que Italia actuara en el lugar 22, por delante de Francia y por detrás de Serbia.
La actuación italiana mantuvo la estética en azules y rojos del videoclip oficial, mostrando ciertos fragmentos en la pantalla LED, mientras Mahmood interpretaba la canción, vestido de una camisa roja con motivos dorados y un pantalón negro. Además fue acompañado por tres bailarines con un vestuario completamente negro y un círculo rojo en sus camisetas.
Durante la votación final, Italia se colocó cuarta en la votación del jurado profesional con 212 puntos (que tras la corrección de la puntuación bielorrusa, aumentarían a 219), e incluyendo 6 máximas puntuaciones. Posteriormente, se le anunció su votación del público: 253 puntos, que sumando un total de 472 puntos, se colocó en segunda posición a 26 puntos del ganador, Países Bajos. Este se convertiría en el mejor resultado de Italia desde su regreso en 2011, siendo además su séptimo Top 10 y tercer podio desde su regreso en 2011. 

### Votación

#### Votación otorgada a Italia

##### Final
| Jurado                                                                    | Jurado                                                 | Jurado                                                                   | Jurado                                            | Jurado                             |
| 12 puntos                                                                 | 10 puntos                                              | 8 puntos                                                                 | 7 puntos                                          | 6 puntos                           |
| ------------------------------------------------------------------------- | ------------------------------------------------------ | ------------------------------------------------------------------------ | ------------------------------------------------- | ---------------------------------- |
| - Alemania - Bélgica - Croacia - Macedonia del Norte - Malta - San Marino | - Israel - Serbia                                      | - Armenia - Chipre - Eslovenia - Francia - República Checa - Suecia      | - Austria - Bielorrusia - Grecia - Hungría        | - Países Bajos - Portugal          |
| 5 puntos                                                                  | 4 puntos                                               | 3 puntos                                                                 | 2 puntos                                          | 1 punto                            |
| - Albania - Azerbaiyán - Finlandia - Suiza                                | - España                                               | - Islandia - Lituania - Noruega - Estonia                                | - Letonia - Montenegro                            | - Dinamarca - Irlanda              |
| Televoto                                                                  |                                                        |                                                                          |                                                   |                                    |
| 12 puntos                                                                 | 10 puntos                                              | 8 puntos                                                                 | 7 puntos                                          | 6 puntos                           |
| - Croacia - España - Malta - Suiza                                        | - Austria - Francia - Grecia - Lituania - Países Bajos | - Albania - Bélgica - Chipre - Eslovenia - Israel - Rumania - San Marino | - Armenia - Noruega - Polonia - Portugal - Serbia | - Alemania - Azerbaiyán - Islandia |
| 5 puntos                                                                  | 4 puntos                                               | 3 puntos                                                                 | 2 puntos                                          | 1 punto                            |
| - Australia - Moldavia - Montenegro                                       | - Hungría - Irlanda - Suecia                           | - Bielorrusia - Dinamarca - Finlandia - Letonia - Macedonia del Norte    | - República Checa                                 | - Georgia - Rusia                  |

#### Votación dada por Italia
| Puntos    | Jurado              | Televoto            |
| --------- | ------------------- | ------------------- |
| 12 puntos | Dinamarca           | Albania             |
| 10 puntos | Malta               | Rumania             |
| 8 puntos  | Irlanda             | Noruega             |
| 7 puntos  | Macedonia del Norte | Rusia               |
| 6 puntos  | Azerbaiyán          | Suiza               |
| 5 puntos  | Letonia             | Moldavia            |
| 4 puntos  | Países Bajos        | Azerbaiyán          |
| 3 puntos  | Albania             | Países Bajos        |
| 2 puntos  | Rumania             | Malta               |
| 1 punto   | Austria             | Macedonia del Norte |

| Puntos    | Jurado              | Televoto     |
| --------- | ------------------- | ------------ |
| 12 puntos | Dinamarca           | Albania      |
| 10 puntos | Macedonia del Norte | Noruega      |
| 8 puntos  | Malta               | Rusia        |
| 7 puntos  | Azerbaiyán          | Islandia     |
| 6 puntos  | Australia           | Australia    |
| 5 puntos  | Estonia             | Países Bajos |
| 4 puntos  | República Checa     | Dinamarca    |
| 3 puntos  | Francia             | Suiza        |
| 2 puntos  | Suecia              | Francia      |
| 1 punto   | Albania             | Azerbaiyán   |

##### Desglose
El jurado italiano fue conformado por:
- Elisabetta Esposito – presidenta del jurado – periodista
- Annie Mazzola – experta en entretenimiento digital
- Mauro Severoni – ingeniero de audio
- Paolo Biamonte – periodista
- Adriano Pennini – maestro (miembro solamente en la semifinal 2)
- Stefania Zizzari - (miembro solamente en la gran final)

| Semifinal 2 | Semifinal 2         | Semifinal 2 | Semifinal 2 | Semifinal 2 | Semifinal 2 | Semifinal 2 | Semifinal 2 | Semifinal 2 | Semifinal 2 | Semifinal 2 |
| N.º         | País                | Jurado      | Jurado      | Jurado      | Jurado      | Jurado      | Jurado      | Jurado      | Televoto    | Televoto    |
| N.º         | País                | E. Esposito | A. Mazzola  | M. Severoni | A. Pennini  | P. Biamonte | Ranking     | Puntos      | Ranking     | Puntos      |
| ----------- | ------------------- | ----------- | ----------- | ----------- | ----------- | ----------- | ----------- | ----------- | ----------- | ----------- |
| 01          | Armenia             | 7           | 8           | 9           | 12          | 12          | 12          |             | 15          |             |
| 02          | Irlanda             | 3           | 9           | 2           | 4           | 1           | 3           | 8           | 16          |             |
| 03          | Moldavia            | 12          | 10          | 4           | 11          | 16          | 11          |             | 6           | 5           |
| 04          | Suiza               | 16          | 12          | 16          | 10          | 11          | 15          |             | 5           | 6           |
| 05          | Letonia             | 2           | 11          | 10          | 5           | 14          | 6           | 5           | 17          |             |
| 06          | Rumania             | 11          | 6           | 7           | 8           | 10          | 9           | 2           | 2           | 10          |
| 07          | Dinamarca           | 1           | 3           | 1           | 3           | 8           | 1           | 12          | 11          |             |
| 08          | Suecia              | 13          | 5           | 12          | 13          | 13          | 13          |             | 14          |             |
| 09          | Austria             | 14          | 18          | 13          | 14          | 2           | 10          | 1           | 18          |             |
| 10          | Croacia             | 17          | 17          | 18          | 18          | 17          | 18          |             | 13          |             |
| 11          | Malta               | 4           | 1           | 3           | 2           | 6           | 2           | 10          | 9           | 2           |
| 12          | Lituania            | 8           | 15          | 15          | 16          | 7           | 14          |             | 12          |             |
| 13          | Rusia               | 18          | 14          | 11          | 15          | 18          | 16          |             | 4           | 7           |
| 14          | Albania             | 6           | 13          | 6           | 9           | 5           | 8           | 3           | 1           | 12          |
| 15          | Noruega             | 15          | 16          | 17          | 17          | 15          | 17          |             | 3           | 8           |
| 16          | Países Bajos        | 9           | 7           | 14          | 6           | 3           | 7           | 4           | 8           | 3           |
| 17          | Macedonia del Norte | 5           | 2           | 8           | 1           | 9           | 4           | 7           | 10          | 1           |
| 18          | Azerbaiyán          | 10          | 4           | 5           | 7           | 4           | 5           | 6           | 7           | 4           |

| Final | Final               | Final                      | Final                      | Final                      | Final                      | Final                      | Final                      | Final                      | Final                      | Final                      |
| N.º   | País                | Jurado                     | Jurado                     | Jurado                     | Jurado                     | Jurado                     | Jurado                     | Jurado                     | Televoto                   | Televoto                   |
| N.º   | País                | E. Esposito                | A. Mazzola                 | M. Severoni                | S. Zizzari                 | P. Biamonte                | Ranking                    | Puntos                     | Ranking                    | Puntos                     |
| ----- | ------------------- | -------------------------- | -------------------------- | -------------------------- | -------------------------- | -------------------------- | -------------------------- | -------------------------- | -------------------------- | -------------------------- |
| 01    | Malta               | 3                          | 1                          | 2                          | 7                          | 6                          | 3                          | 8                          | 16                         |                            |
| 02    | Albania             | 16                         | 10                         | 6                          | 13                         | 7                          | 10                         | 1                          | 1                          | 12                         |
| 03    | República Checa     | 5                          | 6                          | 17                         | 6                          | 8                          | 7                          | 4                          | 22                         |                            |
| 04    | Alemania            | 17                         | 20                         | 19                         | 17                         | 10                         | 18                         |                            | 25                         |                            |
| 05    | Rusia               | 23                         | 21                         | 14                         | 22                         | 24                         | 23                         |                            | 3                          | 8                          |
| 06    | Dinamarca           | 1                          | 3                          | 1                          | 3                          | 1                          | 1                          | 12                         | 7                          | 4                          |
| 07    | San Marino          | 25                         | 25                         | 22                         | 24                         | 25                         | 25                         |                            | 21                         |                            |
| 08    | Macedonia del Norte | 2                          | 2                          | 5                          | 2                          | 3                          | 2                          | 10                         | 12                         |                            |
| 09    | Suecia              | 7                          | 4                          | 13                         | 5                          | 17                         | 9                          | 2                          | 17                         |                            |
| 10    | Eslovenia           | 20                         | 22                         | 8                          | 20                         | 19                         | 16                         |                            | 18                         |                            |
| 11    | Chipre              | 12                         | 19                         | 15                         | 16                         | 20                         | 19                         |                            | 20                         |                            |
| 12    | Países Bajos        | 11                         | 13                         | 12                         | 15                         | 9                          | 12                         |                            | 6                          | 5                          |
| 13    | Grecia              | 24                         | 23                         | 10                         | 18                         | 12                         | 15                         |                            | 23                         |                            |
| 14    | Israel              | 10                         | 14                         | 18                         | 8                          | 13                         | 11                         |                            | 15                         |                            |
| 15    | Noruega             | 14                         | 15                         | 24                         | 9                          | 15                         | 13                         |                            | 2                          | 10                         |
| 16    | Reino Unido         | 19                         | 16                         | 20                         | 19                         | 21                         | 22                         |                            | 24                         |                            |
| 17    | Islandia            | 21                         | 18                         | 11                         | 25                         | 23                         | 21                         |                            | 4                          | 7                          |
| 18    | Estonia             | 6                          | 5                          | 9                          | 4                          | 11                         | 6                          | 5                          | 14                         |                            |
| 19    | Bielorrusia         | 13                         | 11                         | 23                         | 12                         | 18                         | 14                         |                            | 19                         |                            |
| 20    | Azerbaiyán          | 8                          | 7                          | 4                          | 1                          | 5                          | 4                          | 7                          | 10                         | 1                          |
| 21    | Francia             | 9                          | 8                          | 7                          | 11                         | 4                          | 8                          | 3                          | 9                          | 2                          |
| 22    | Italia              | -------------------------- | -------------------------- | -------------------------- | -------------------------- | -------------------------- | -------------------------- | -------------------------- | -------------------------- | -------------------------- |
| 23    | Serbia              | 15                         | 17                         | 16                         | 21                         | 16                         | 20                         |                            | 13                         |                            |
| 24    | Suiza               | 18                         | 12                         | 21                         | 14                         | 14                         | 17                         |                            | 8                          | 3                          |
| 25    | Australia           | 4                          | 9                          | 3                          | 10                         | 2                          | 5                          | 6                          | 5                          | 6                          |
| 26    | España              | 22                         | 24                         | 25                         | 23                         | 22                         | 24                         |                            | 11                         |                            |